# يولا غلدي
يولا غلدي هي مدينة في مقاطعة شوط‌، إيران. عدد سكان هذه المدينة هو 3,590 في سنة 2006.